# Dekanat kłajpedzki
Dekanat kłajpedzki – jeden z pięciu dekanatów eparchii wileńskiej i litewskiej Rosyjskiego Kościoła Prawosławnego.

## Parafie w dekanacie
- Parafia Opieki Matki Bożej i św. Mikołaja w Kłajpedzie
- Parafia Świętych Wiery, Nadziei, Lubowi i Matki Ich Zofii w Kłajpedzie
- Parafia Wszystkich Świętych Rosyjskich w Kłajpedzie
- Parafia Smoleńskiej Ikony Matki Bożej w Kołajnach
- Parafia Ikony Matki Bożej „Wszystkich Strapionych Radość” w Kownatowie
- Parafia Zaśnięcia Matki Bożej w Możejkach
- Parafia Iwerskiej Ikony Matki Bożej w Połądze
- Parafia św. Michała Archanioła w Szyłokarczmie
- Parafia Świętych Antoniego, Jana i Eustachego w Taurogach
- Parafia św. Mikołaja w Telszach
- Parafia św. Sergiusza z Radoneża w Wiekszniach